# Kalomba
Kalomba est un village du Sénégal situé en Basse-Casamance, à l'est de Niamone. Il fait partie de la communauté rurale de Niamone, dans l'arrondissement de Tenghory, le département de Bignona et la région de Ziguinchor.
Lors du dernier recensement (2002), la localité comptait 360 habitants et 50 ménages.